# سولفور تتراکلرید
سولفور تتراکلرید (به انگلیسی: Sulfur tetrachloride) با فرمول شیمیایی SCl۴ یک ترکیب شیمیایی است. که جرم مولی آن ۱۷۳٫۸۷ g/mol می‌باشد. شکل ظاهری این ترکیب، بلورهای خاکستری روشن است.